# Lazare Koffi Koffi
Lazare Koffi Koffi (* 28. Dezember 1958 in Ano) ist ein ivorischer Politiker.

## Leben
Koffi Koffi, von Beruf technischer Informatiker, saß in der 2005 beginnenden Wahlperiode für die Front Populaire Ivoirien (FPI) als Vertreter der Gemeinde Agboville (Département d’Agboville / Region: Agnéby) im ivorischen Parlament. Dort gehörte er dem Ausschuss für Umweltangelegenheiten (Commission de l'Environnement, CE) an.
Während der Regierungskrise 2010/2011 war er vom 5. Dezember 2010 bis 11. April 2011 Minister für Umwelt, Wasser- und Forstwirtschaft in der Regierung Aké N’Gbo.
Koffi Koffi war als Mitglied der Regierung Aké N'Gbo ab 11. Januar 2011 von Sanktionen der Europäischen Union betroffen. So durfte er nicht in die EU einreisen und seine Gelder wurden eingefroren.